# Tso Kar
Der Tso Kar (Weißer See), auch als Kar Tso, Tsho Kar oder Kar Lake bekannt, ist ein in seiner Größe und Tiefe stark schwankender Salzsee im als Rupshu bezeichneten westlichen Teil des Changtang im Süden des indischen Unionsterritoriums Ladakh.
Gemeinsam mit dem vorgelagerten, südwestlich gelegenen, durchschnittlich rund 9 Quadratkilometer großen Startsapuk Tso füllt er ein mit den More Plains verbundenes Becken aus, welches von Gipfeln des Thugje (6050 m) und des Gursan (6370 m) überragt wird. Aus der geologischen Beschaffenheit der More Plains kann darauf geschlossen werden, dass sich der Tso Kar in historischer Zeit bis in dieses Hochtal erstreckte. Bis vor wenigen Jahren war der See eine wichtige Quelle für Salz, welches von den Changpa-Nomaden bis nach Tibet exportiert wurde. Bis auf die etwa 3 Kilometer nördlich des Sees gelegene Nomadensiedlung Thugje präsentiert sich das Becken weitestgehend menschenleer, lediglich nahe dem Westufer wird ein Zeltcamp zur Aufnahme von Touristen betrieben.
Bedingt durch die Höhenlage gestaltet sich das Klima extrem, im Winter sind Temperaturen unter −40 °C keine Seltenheit, im Sommer steigt das Thermometer auf über 30 °C, ebenso extrem sind die Schwankungen im Tagesverlauf; Niederschlag in Form von Regen oder Schnee ist extrem selten. In Jahren starker Schneeschmelze auf den umliegenden Gipfeln erreicht der Startsapuk Tso eine Tiefe von rund 3 Metern und überflutet dann die Ebene zwischen den Seen.
Der Tso Kar besitzt nur im Bereich seiner Zuläufe, welche einen dauerhaften Eintrag von Süßwasser sicherstellen, Vorkommen von Laichkräutern und Grundnesseln, welche im Winter absterben und im Frühjahr die charakteristischen treibenden Inseln bilden. Im Uferbereich des Startsapuk Tso und der Zuflüsse zum Tso Kar finden sich Seggen und diverse Hahnenfußgewächse, während weite Teile des Hochbeckens von typischer Steppenvegetation, durchsetzt mit Tragant und Erbsensträuchern, geprägt sind. Der Uferbereich des Tso Kar abseits der Zuflüsse ist vegetationslos und teilweise mit einer Salzkruste bedeckt.
Aufgrund des Salzgehalts des Tso Kar findet sich der Großteil der ansässigen Fauna im Bereich seiner Zuflüsse sowie im Startsapuk Tso, so große Brutkolonien von Haubentauchern und von Braunkopfmöwen, daneben gibt es Vorkommen von Streifengänsen, Rostgänsen und Fluss-Seeschwalben. In der unmittelbaren Umgebung des Sees brütet ein Paar Schwarzhalskraniche, Tibetische Steppenhühner sind relativ häufig.
Das Becken des Tso Kar gilt gemeinsam mit den anschließenden More Plains als einer der wichtigsten Lebensräume des Kiang, des Weiteren durchstreifen Tibetgazellen, Tibetwölfe und Füchse das Hochbecken; zahlreich sind die Steppenmurmeltiere. Durchziehende Nomaden halten größtenteils Yaks und Pferde.
Derzeit unterliegt das Tso-Kar-Becken keinem speziellen Schutz, es ist jedoch geplant, dieses in einem noch einzurichtenden Nationalpark im Hochland des südöstlichen Ladakh aufgehen zu lassen.